# Szczepan Włodarczak
Szczepan Włodarczak (ur. 18 grudnia 1916 w Lgowie, zm. 15 stycznia 1995 w Żerkowie) – polski rolnik, poseł na Sejm PRL III kadencji.

## Życiorys
Uzyskał wykształcenie podstawowe. Prowadził własne gospodarstwo rolne w Lgowie, pełnił funkcję wiceprezesa do spraw skupu w miejscowej Gminnej Spółdzielni „Samopomoc Chłopska”. Wstąpił do Polskiej Zjednoczonej Partii Robotniczej, w 1961 uzyskał mandat posła na Sejm PRL z okręgu Ostrów Wielkopolski. W parlamencie zasiadał w Komisji Rolnictwa i Przemysłu Spożywczego. Zasiadał we władzach Banku Ludowego w Żerkowie.